# Tiu Keng Leng
Tiu Keng Leng (chiński: 調景嶺) – jedna ze stacji MTR, systemu szybkiej kolei w Hongkongu, na Kwun Tong Line i Tseung Kwan O Line. Znajduje się na Tiu Keng Leng.
Stacja została otwarta 18 sierpnia 2002.